# 最上広域市町村圏事務組合
最上広域市町村圏事務組合（もがみこういきしちょうそんけんじむくみあい）は、山形県新庄市および最上郡金山町、最上町、舟形町、真室川町、大蔵村、鮭川村、戸沢村の1市4町3村で構成する一部事務組合。

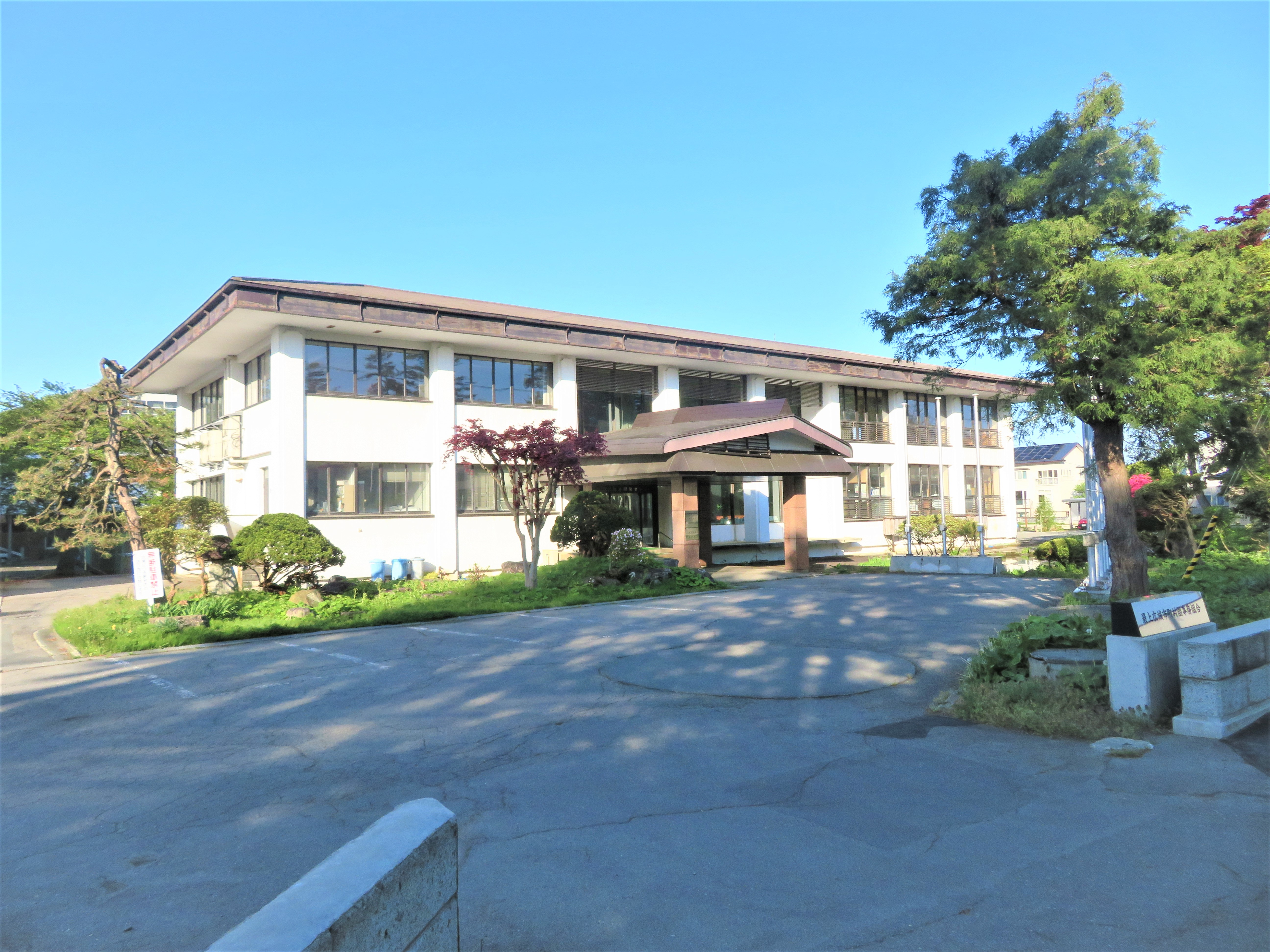
総合開発センター

## 共同処理事務
【出典】
1. 最上広域市町村圏振興整備計画の策定、計画に基づく事業の実施及び連絡調整に関すること
2. 消防及び救急業務に関すること（消防水利及び消防団に関することを除く）
3. ごみ処理施設の設置及び管理運営に関すること
4. し尿処理施設の設置及び管理運営に関すること
5. 教育研究センターの設置及び管理運営に関すること
6. へい獣処理施設の設置及び管理運営に関すること
7. 広域医療システムの整備に関すること
8. 広域交流拠点施設の設置及び管理運営に関すること
9. 総合開発センターの設置及び管理運営に関すること
10. 最上広域駐車場の設置及び管理運営に関すること（新庄市を除く）

## 管内の現況
管内の人口 - 72,272人
- 新庄市 - 35,026人
- 金山町 - 5,259人
- 最上町 - 8,139人
- 舟形町 - 5,169人
- 真室川町 - 7,376人
- 大蔵村 - 3,076人
- 鮭川村 - 3,939人
- 戸沢村 - 4,288人

2019年（令和元年）7月1日 
管内の世帯数 - 24,848世帯
- 新庄市 - 13,166世帯
- 金山町 - 1,611世帯
- 最上町 - 2,600世帯
- 舟形町 - 1,595世帯
- 真室川町 - 2,346世帯
- 大蔵村 - 977世帯
- 鮭川村 - 1,205世帯
- 戸沢村 - 1,348世帯

2019年（令和元年）7月1日現在 
管内の面積 - 1,803.23 km2
- 新庄市 - 222.85 km2
- 金山町 - 161.67 km2
- 最上町 - 330.37 km2
- 舟形町 - 119.04 km2
- 真室川町 - 374.22 km2
- 大蔵村 - 211.63 km2
- 鮭川村 - 122.14 km2
- 戸沢村 - 261.31 km2

2019年（令和元年）7月1日 

## 組織
【出典】
- 理事会
  - 事務局
    - 総務課
    - 業務課
      - もがみクリーンセンター
      - リサイクルプラザもがみ
      - エコプラザもがみ
      - へい獣保存庫

  - 教育委員会
    - 総務課
    - 教育研究センター

  - 議会
    - 議会事務局

  - 会計管理者
    - 会計課

## 常備消防
最上広域市町村圏事務組合消防本部（もがみこういきしちょうそんけんじむくみあいしょうぼうほんぶ）は、新庄市、最上郡（金山町、最上町、舟形町、真室川町、大蔵村、鮭川村、戸沢村）を管轄する消防部局（消防本部）。

### 組織
【出典】
- 消防長（消防監）
  - 消防次長（消防司令長）
    - 総務課
    - 予防課
    - 警防課
    - 通信指令課

  - 消防署
    - 第一課
    - 第二課
    - 北支署
    - 南支署
    - 東支署
    - 金山支署

### 消防署等
| 消防署                         | 郵便番号   | 所在地                       | 支署                                     |
| ------------------------------ | ---------- | ---------------------------- | ---------------------------------------- |
| 最上広域市町村圏事務組合消防署 | 〒996-0002 | 山形県新庄市金沢字中村1279-1 | 北支署、南支署、東支署、西支署、金山支署 |

支署
| 支署     | 郵便番号   | 所在地                                         |
| -------- | ---------- | ---------------------------------------------- |
| 北支署   | 〒999-5312 | 山形県最上郡真室川町大字新町字上荒川126-3      |
| 南支署   | 〒999-4602 | 山形県最上郡舟形町長者原字福寿野1436-150       |
| 東支署   | 〒999-6104 | 山形県最上郡最上町大字本城字ヤウカエ413-3      |
| 西支署   | 〒999-6402 | 山形県最上郡戸沢村大字蔵岡字上ノ山3718-1の一部 |
| 金山支署 | 〒999-5402 | 山形県最上郡金山町大字金山字上野869-6          |

主力機械　
　２０２３年２月１日現在
・指揮車：２
・指令車：１
・査察広報車：８
・消防ポンプ自動車：２
・水槽付ポンプ自動車：７
・梯子付消防車：１
・救助工作車：１
・資機材搬送車：１
・高規格救急車：８
・人員輸送車：１